# St. Franziskus von Assisi (Berlin-Staaken)

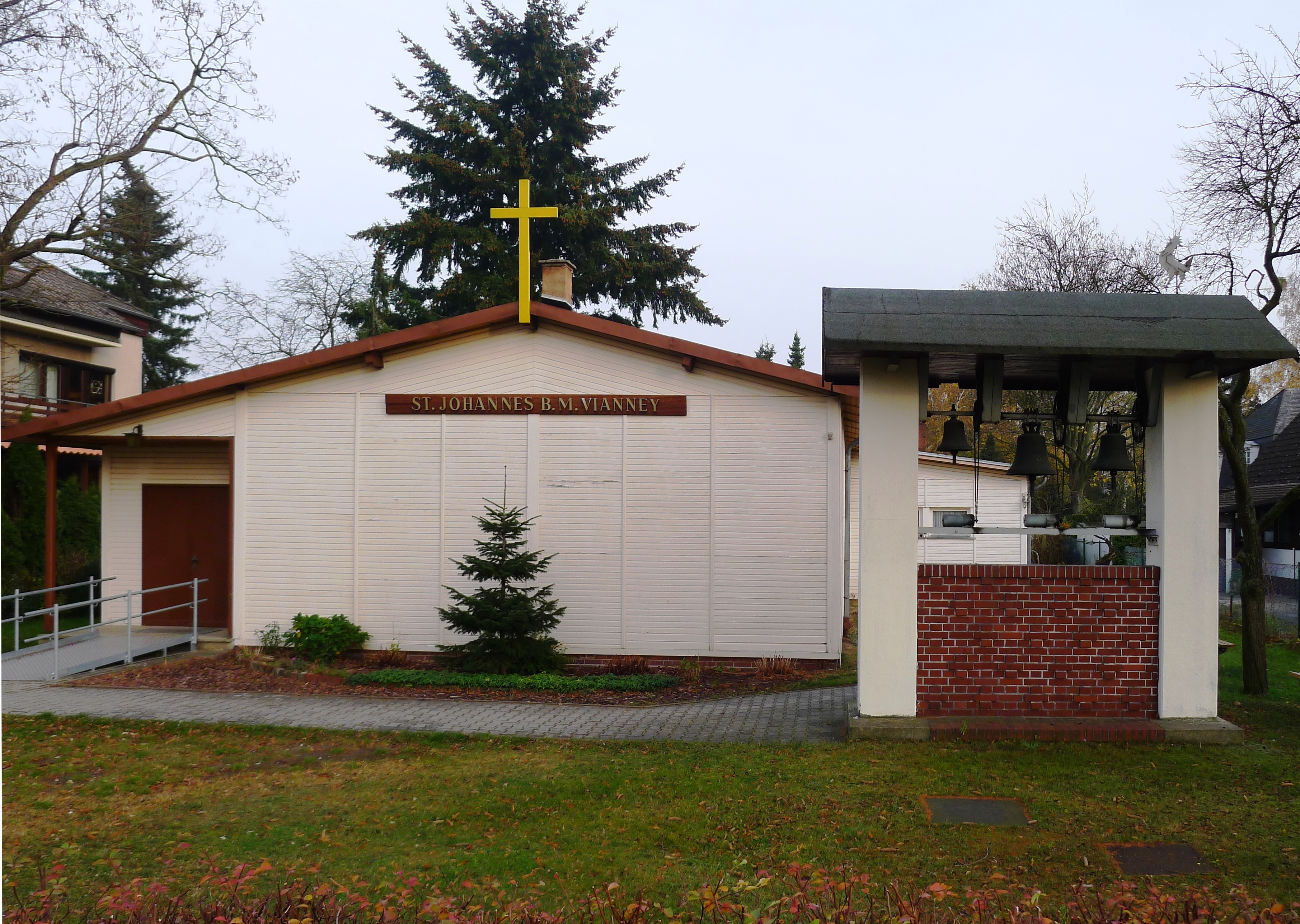
St. Franziskus von Assisi

Die römisch-katholische Kirche St. Franziskus von Assisi, zuvor St.-Johannes-B.-M.-Vianney-Kapelle, steht in der Hackbuschstraße 14 im Berliner Ortsteil Staaken des Bezirks Spandau. Ihr Vorgänger-Kirchengebäude am Finkenkruger Weg 27 wurde 1988 auf politischen Druck gesprengt.

## Geschichte

### Kirche St. Franziskus (Franziskuskirche)

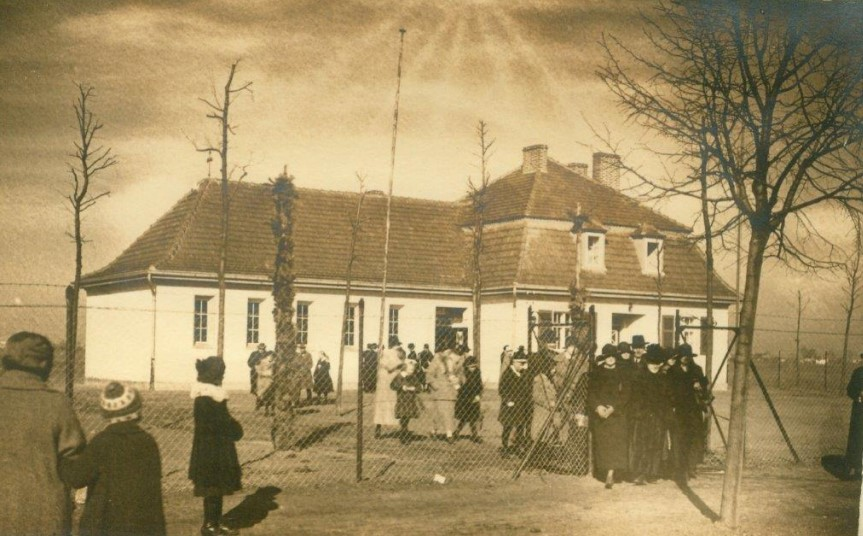
Kirche St. Franziskus Berlin-Staaken, Finkenkruger Weg 27, um 1925

Mit der Errichtung der Gartenstadt Staaken für die Rüstungsarbeiter Spandaus in den Jahren 1914–1917 zogen auch viele Katholiken in den Westen Spandaus. 1925 wurde für sie am Finkenkruger Weg 27 eine niedrige Kapelle, die Franz von Assisi gewidmet wurde, als Anbau an ein kleines eingeschossiges Pfarrhaus nach einem Entwurf von Carl Kühn gebaut. Die Kirchweihe war am  8. März 1925, am 11. April 1938 wurde St. Franziskus selbständige Kuratie und 1950 Pfarrei.
Aufgrund der Deutschen Teilung wurde Staaken 1951 wegen eines Gebietstausches zwischen der DDR und West-Berlin geteilt. Der westliche Teil kam im Austausch gegen ein von den Briten zum Ausbau des Flugplatzes Gatow benötigtes Gebiet zum Kreis Nauen der DDR. 
Nachdem Staaken durch die innerdeutsche Grenze geteilt war, durften die Bewohner West-Staakens den Weg zu ihrer Kirche, die sich im Sperrgebiet befand, nicht mehr passieren. Am Pfingstsonntag, dem 1. Juni 1952 gab es den letzten gemeinsamen Gottesdienst in der Franziskuskirche. Ab 9. Februar 1953 durften Gemeindeglieder aus Westberlin das Kirchengelände nicht mehr betreten.
Die Kirche wurde aufgrund ihrer Lage im Sperrgebiet am 1. April 1988 von der DDR abgerissen. Die katholische Gemeinde erhielt nach Verhandlungen mit DDR-Vertretern ein Ersatzgrundstück und einen Ersatzbau im Breddiner Weg.

### Notkirche St.-Johannes-B.-M.-Vianney-Kapelle
1955 wurde für die Katholiken des West-Berliner Teils von Staaken ein 20 m × 4 m großes Fertighaus aus Holzfaserplatten als Notkirche errichtet und am 18. Dezember 1955 von Prälat Drews auf das Patrozinium des heiligen Jean-Marie Vianney, des Pfarrers von Ars, geweiht.
Seit 1970 ist Franz von Assisi ihr Patron, eine Statue im Garten vor der Kirche stellt ihn dar. Die Kirche ist Gottesdienststätte der Pfarrei St. Johannes der Täufer – Spandau-Südwest im Erzbistum Berlin.

## Baubeschreibung
Die Saalkirche auf rechteckigem Grundriss ist ein Holzbau mit einem überstehenden flachen Satteldach. Der Saal hat beidseitig ein hochgelegenes Fensterband und einen eingezogenen rechteckigen Chor. Der Dachstuhl blieb offen, die Dachbinder reichen bis zum Boden. Die Wände sind innen teilweise mit Klinkern verblendet. Der Altarraum wurde 1973 nach der Liturgiereform in Folge des Zweiten Vatikanischen Konzils umgestaltet.
Im offenen freistehenden Glockenträger hängt ein Geläut aus drei Bronzeglocken, die von Rudolf Perner gegossen wurden.
| Gießjahr | Schlagton | Gewicht (kg) | Durchmesser (cm) | Höhe (cm) | Inschrift                                                     |
| -------- | --------- | ------------ | ---------------- | --------- | ------------------------------------------------------------- |
| 1960     | h'"       | 45           | 40               | 30        | ST. RAPHAEL – HEILIGER RAPHAEL FÜHRE UNS.                     |
| 1960     | fis"      | 96           | 54               | 40        | ST. MICHAEL – BERLIN-STAAKEN.                                 |
| 1961     | gis"      | 66           | 49               | 37        | ST. GABRIEL, BERLIN-STAAKEN / RUDOLF PERNER ANNO DOMINI 1961. |